# Modpave Novatian
Novatian (død 258) var lærer og modpave mellem 251 og 258.
Han var en bemærkelsesværdig teolog og forfatter. På denne tid var der meget debat om hvorvidt kristne, der var faldet fra troen under forfølgelserne i årene 249-260 skulle genoptages i kirken, og i den forbindelse også spørgsmålet om bod for andre synder.
Han blev indsat som modpave af tre biskopper i 251, og anlagde en meget strengere linje for genoptagelse af frafaldne i kirken end den katolske Pave Cornelius 1. Dette var medvirkende til at han blev afsat kort efter, hvorimod den novatianske kirke, han anlagde, eksisterede i mange år.
Novatian flygtede senere under en række forfølgelser og blev martyr.

## Eksterne links
- Katolsk encyklopædi: Novatian and Novationisterne
- Novatian, de Trinitate På latin
- Multilanguage Opera Omnia På latin
- Litteraturoversigt fra Patristik.dk